# Le Conte de la pensée dernière
Le Conte de la pensée dernière (titre original en allemand Das Märchen vom letzten Gedanken) est un roman de l'écrivain juif allemand Edgar Hilsenrath paru en 1989. Il a pour sujet le génocide arménien de 1915. Le récit épique, conçu en forme de conte, obtient de nombreux prix et est considéré comme l’ouvrage le plus important ayant pour sujet ce fait historique. En 1989, il remporte le prix Alfred-Döblin et, en 2006, l'écrivain reçoit pour cette œuvre le prix décerné par le président de la République d'Arménie.

## Sujet
Le Conte de la pensée dernière est l'histoire d'un village d'Anatolie, détruit par les Turcs. Le personnage principal du roman est l'Arménien Wartan Khatisian, dont le fils Thovma est mourant. Meddah, le récitant, raconte à la pensée dernière de Thovma - on dit dans les contes que la pensée dernière d'un être humain se situe hors du temps - l'histoire de ses ancêtres, le calvaire du peuple arménien. Meddah guide la pensée dernière de Thovma sur les traces de son père, qui, parti d'un petit village idyllique dans les montagnes est traîné dans les chambres de torture des dirigeants turcs qui l'obligent à devenir le témoin à charge du grand pogrom arménien de 1915. « En utilisant les moyens du conte oriental, en faisant appel aux récits transmis par les traditions, les sagas et les légendes de cette nation martyre, Hilsenrath s'est reporté bien loin dans le passé historique arménien pour formuler une émouvante complainte funèbre en l'honneur des victimes de tous les génocides ». Malgré le choix d'un genre fictif, l'auteur a soigneusement recherché et vérifié les évènements historiques.

## Distinctions
Pour son récit épique Le Conte de la pensée dernière l'écrivain reçoit de nombreuses distinctions. En 1989, Günter Grass lui remet le Prix Alfred-Döblin. En 2006, Robert Kotcharian, le président de la République d'Arménie, où Hilsenrath est considéré comme héros national, lui confère le Prix national de littérature d'Arménie. Également en 2006, Hilsenrath reçoit pour son œuvre le titre de docteur honoris causa de l'Université d'État d'Erevan.

## Réception et débats
Après la première édition en 1989, le critique Alexander von Bormann écrivit dans le Neue Zürcher Zeitung, en mentionnant Les Quarante Jours du Musa Dagh de Franz Werfel, qui jusqu'alors passait pour le meilleur roman de la littérature mondiale sur l'Arménie : « Je crois cependant que le roman d'Hilsenrath a une importance supérieure à celui de Werfel en ce qu'il est à la fois historique et poétique ».
Manfred Orlick affirme par ailleurs : « On dit toujours : Il est impossible d'écrire sur de tels sujets. L'auteur a cependant réussi, grâce à d'innombrables et courts dialogues à aménager les cruautés, à les décrire de façon émouvante tout en donnant des faits historiques. Un conte inhumain, que sans doute seul Hilsenrath est capable d'écrire ».
L'auteur lui-même considère Le Conte de la pensée dernière comme son ouvrage le plus poétique.